# Tararua
Tararua – rodzaj pająków z rodziny lejkowcowatych. Obejmuje 7 opisanych gatunków. Zamieszkują Nową Zelandię.

## Morfologia
Pająki te osiągają od 4 do 5 mm długości ciała. Odnóża mają organy tarsalne położone odsiebnie względem trichobotrii na stopach. Uda pierwszej pary zaopatrzone są w kolce prolateralne. Pełny zestaw kolców mają uda pary trzeciej, natomiast na tych pary drugiej i czwartej zwykle brakuje bazalnych kolców grzbietowo-bocznych. Pierwsza para goleni ma parzyste kolce brzuszne, z których jedna para ulokowana jest odsiebnie. Golenie trzeciej i czwartej pary mają kolce grzbietowe, zaś na parze pierwszej i drugiej występują w ich miejsce szczecinki. Opistosoma może być wyposażona w siteczko przędne lub być go pozbawiona. Również grzebień przędny może występować lub nie. Nogogłaszczki pozbawione są trichobotrii na stopach. Nogogłaszczki samca różnią się od tych u rodzaju Neoramia bardziej skomplikowanym kształtem wyrostka goleni. Genitalia samicy cechuje niezmodyfikowane epigynum ze słabo wykształconymi kolcami bocznymi oraz zbiornik nasienny z dłuższymi niż u Neoramia przewodami.

## Ekologia i występowanie
Wszystkie gatunki są endemitami Nowej Zelandii. Zasiedlają lasy i suche formacje krzewiaste w piętrze alpejskim. Bytują na niskich krzewach. Polują głównie aktywnie, ale niektóre gatunki potrafią konstruować małe sieci łowne.

## Taksonomia
Rodzaj ten wprowadzony został w 1973 roku przez Raymonda Roberta Forstera i Cecila Louisa Wiltona w czwartej części monografii poświęconej pająkom Nowej Zelandii. Autorzy wyznaczyli jego gatunkiem typowym Habronestes celeripes.
Do rodzaju tego należy 7 opisanych gatunków:
- Tararua celeripes (Urquhart, 1891)
- Tararua clara Forster & Wilton, 1973
- Tararua diversa Forster & Wilton, 1973
- Tararua foordi Forster & Wilton, 1973
- Tararua puna Forster & Wilton, 1973
- Tararua ratuma Forster & Wilton, 1973
- Tararua versuta Forster & Wilton, 1973